# منتخب النمسا لكرة القدم للسيدات
منتخب النمسا لكرة القدم للسيدات هو الممثل الرسمي لدولة النمسا في منافسات كرة القدم النسائية، ويدار من قبل الاتحاد النمساوي الرياضي. تاريخيا كان المنتخب عادة يتضمن لاعبات محترفات من الدوري الألماني وفي النمسا، تأهل المنتخب لأول بطولة رئيسية في تاريخه عام 2016، حيث لعب في بطولة أمم أوروبا لكرة القدم للسيدات 2017

## تاريخ
لعب منتخب النمسا أول مباراة في تاريخه في 6 يوليو 1970، ضد منتخب المكسيك في مدينة باري الإيطالية، حيث كان ينافس في كأس العالم. بطولة غير رسمية كانت تقام هناك، أدت إلى هزيمة ساحقة لمنتخب النمسا بنتيجة 9–0، وتعتبر أسوأ نتيجة في تاريخ المنتخب. بعد خروجه من البطولة لعب بعد شهر ضد المنتخب السويسري، وانتهت المباراة بنفس النتيجة السابقة 9–0 .
لم يشارك المنتخب في أول بطولة رسمية لكأس العالم سنة 1991 في الصين، وكذلك في عام 1995.